# Покровський парк
Покровський парк — ботанічна пам'ятка природи місцевого значення. Оголошений відповідно до рішення 25 сесії Вінницької обласної ради 5 скликання від 29.07.2009 р. № 834. Розташований у північно-західній частині смт Теплик Вінницької області.
За фізико-географічним районуванням України (1968), територія ботанічної пам'ятки природи належить до Бершадьського району області Подільського Побужжя Волинсько-Подільської височини Дністровсько-Дніпровської лісостепової зони.
За геоботанічним районуванням України (1968) територія належить до Погребитценсько-Оратівського підрайону геоботанічного округу дубово-грабових та дубових лісів Північної підпровінції Правобережної Провінції Європейської широколистяної області.
Для цієї території характерні хвилясті лесові рівнини з фрагментами дубово-грабових лісів па опідзолених, реградованих та типових вилугованих і карбонатних чорноземних ґрунтах. Та височинні сильно еродовані рівнини з
переважанням силових схилових земель та фгагментами лісів з дубу скельного та грабу на опідзолених та чорноземних змитих ґрунтах, тобто з геоморфологічної точки зору описувана, територія являє собою Жмеринську слаборозчленовану лесовурівнину.
У геологічному відношенні територія відноситься до фундаменту Українського кристалічного щита, що представлений ранньопротерозойськими складчастостями: гранітів та гнейсів та областю архейської складчастості. Осадкові відклади, що перекривають кристалічний фундамент приурочені до неогенової системи і складені сіро-зеленими місцями жовтими глинами.
Основа парку — грабово-ясенево дубовий ліс. Тут зростають ялини, плакучі верби, каштани, берези. Цінна флора представлена липою кам'яною, бархатом амурським, різновидами спіреї та рядом інших рослин. У трав'яному покриві домінує зірочник ланцетолистий, рідше зустрічається яглиця звичайна. Всього понад 60 видів і форм деревних порід.

## Галерея

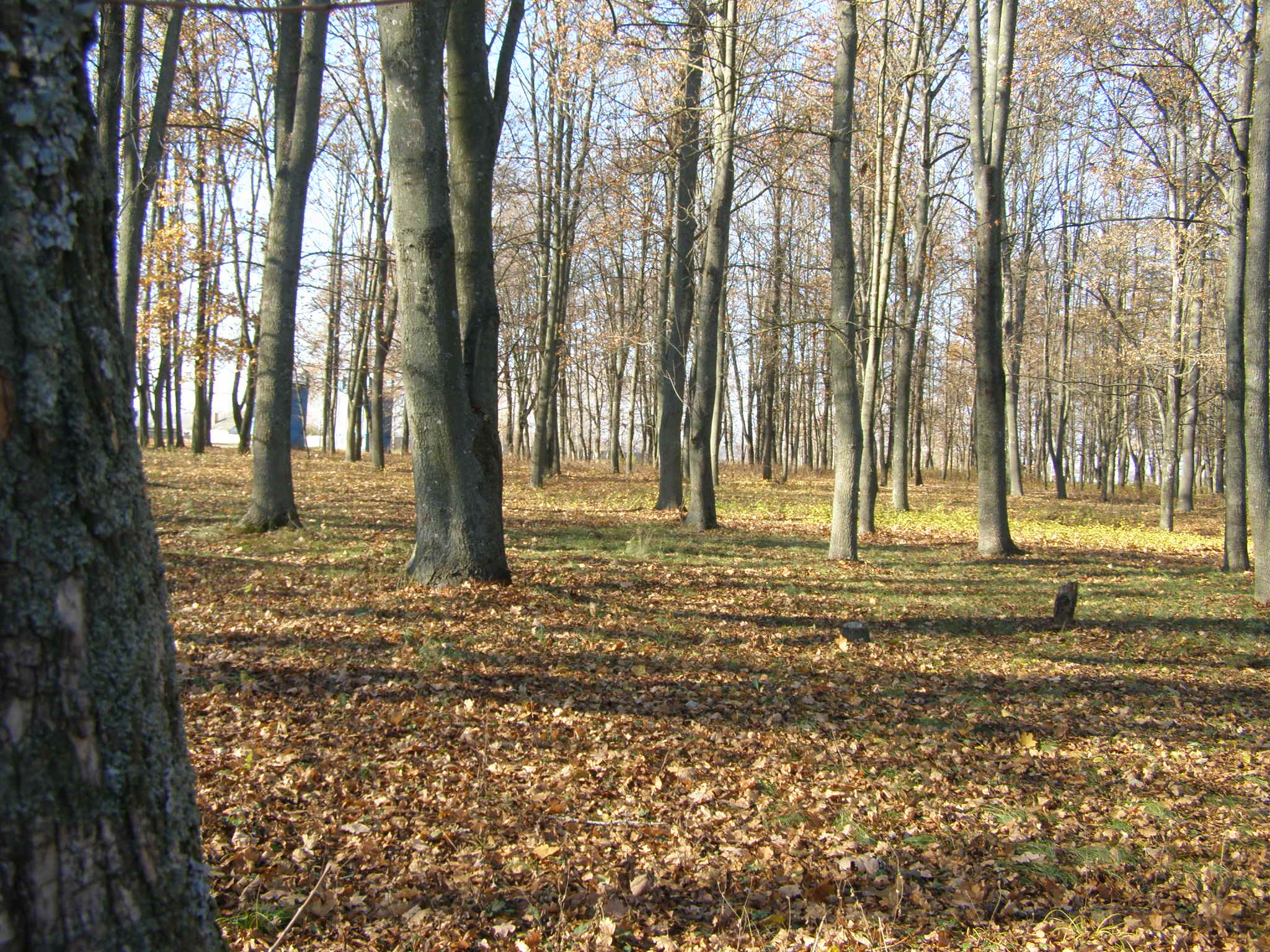
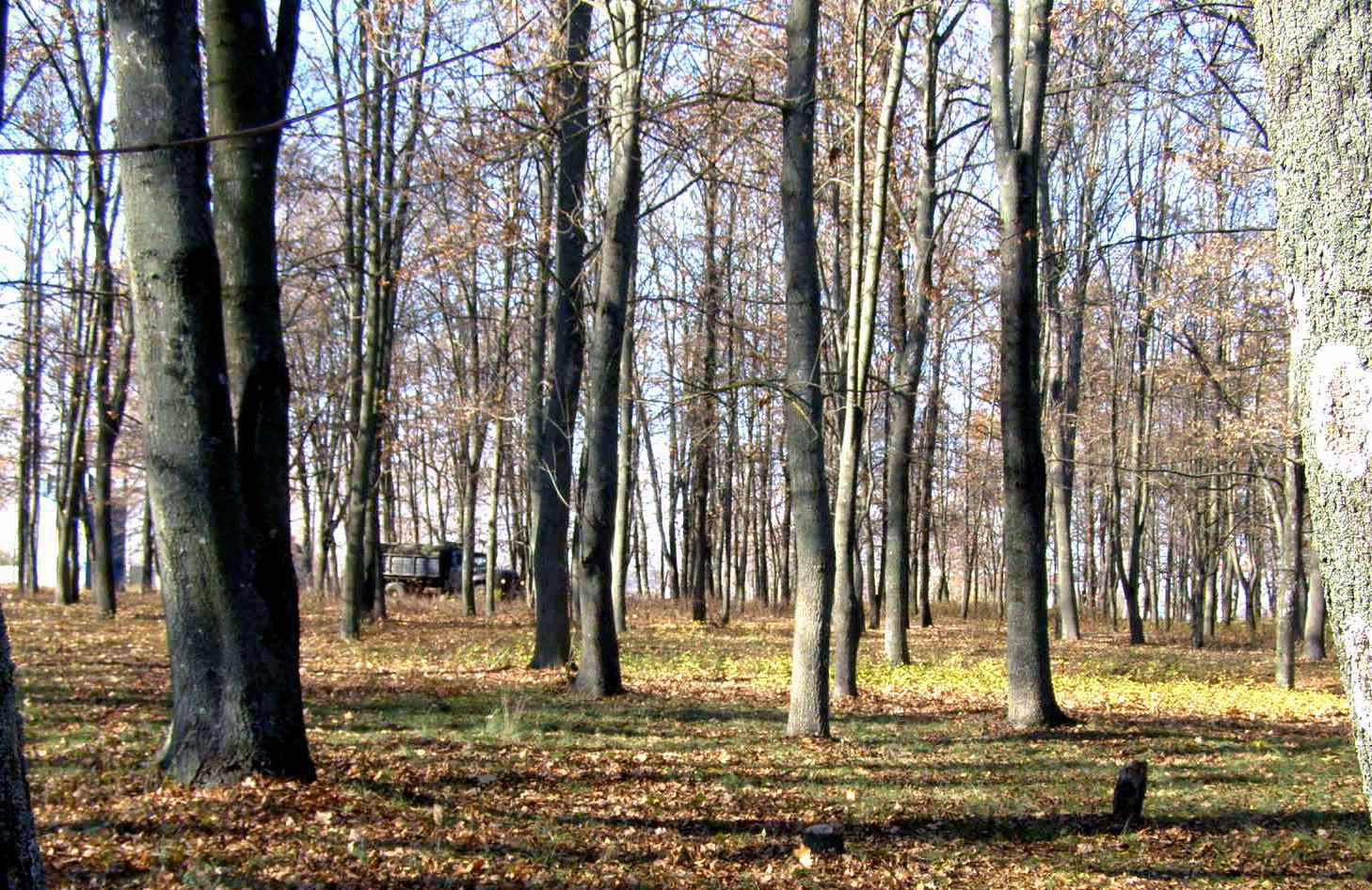
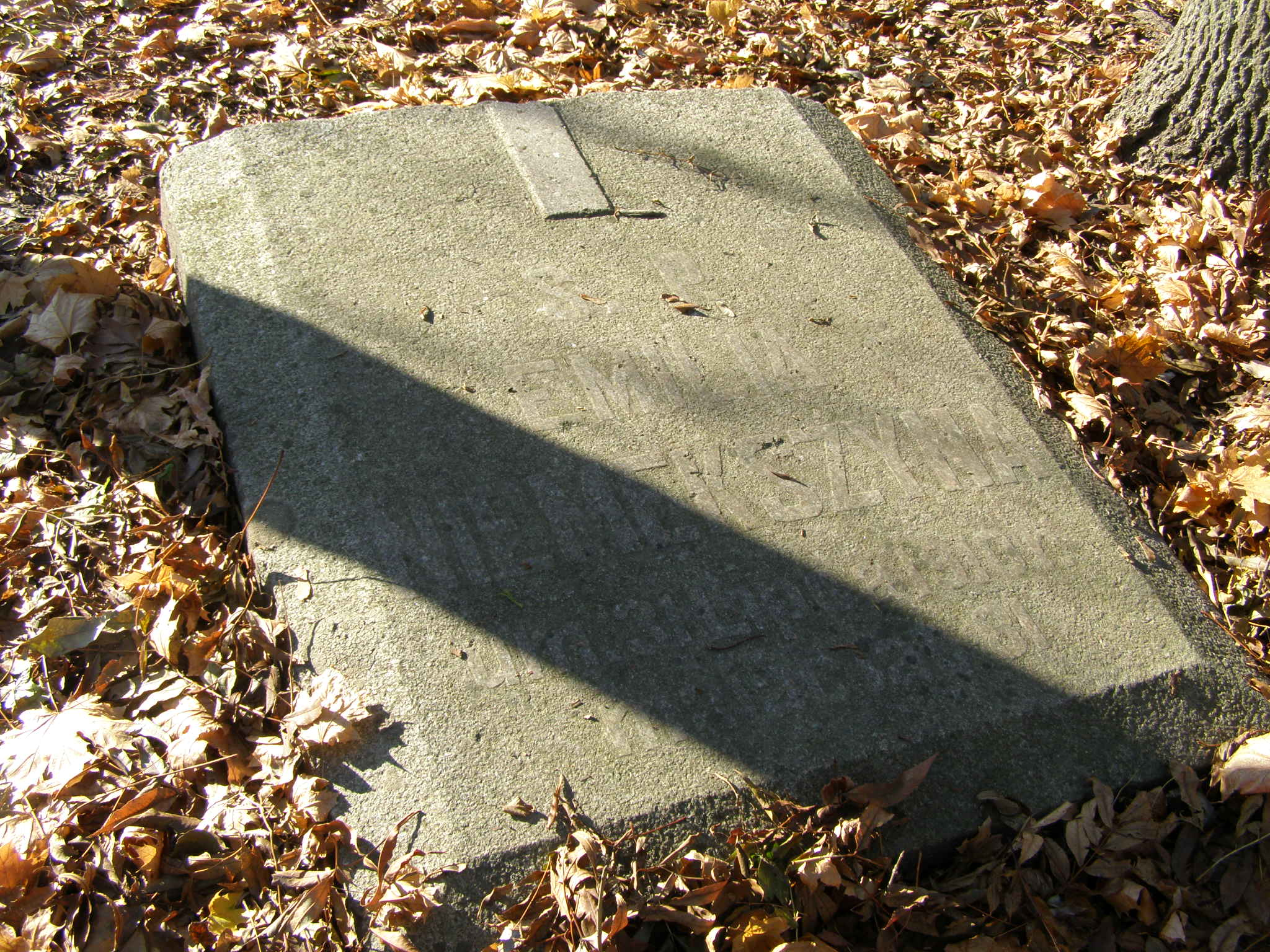
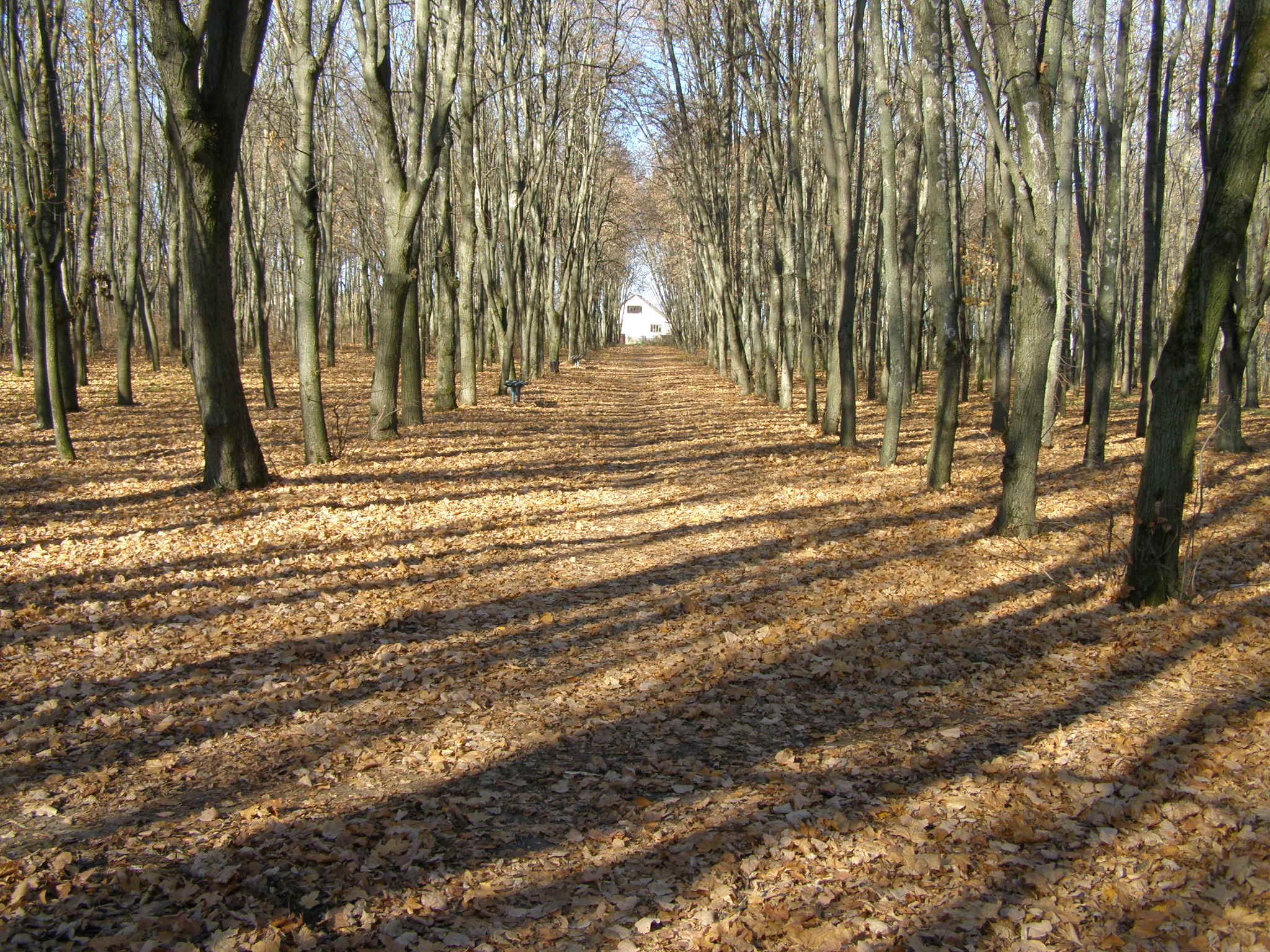
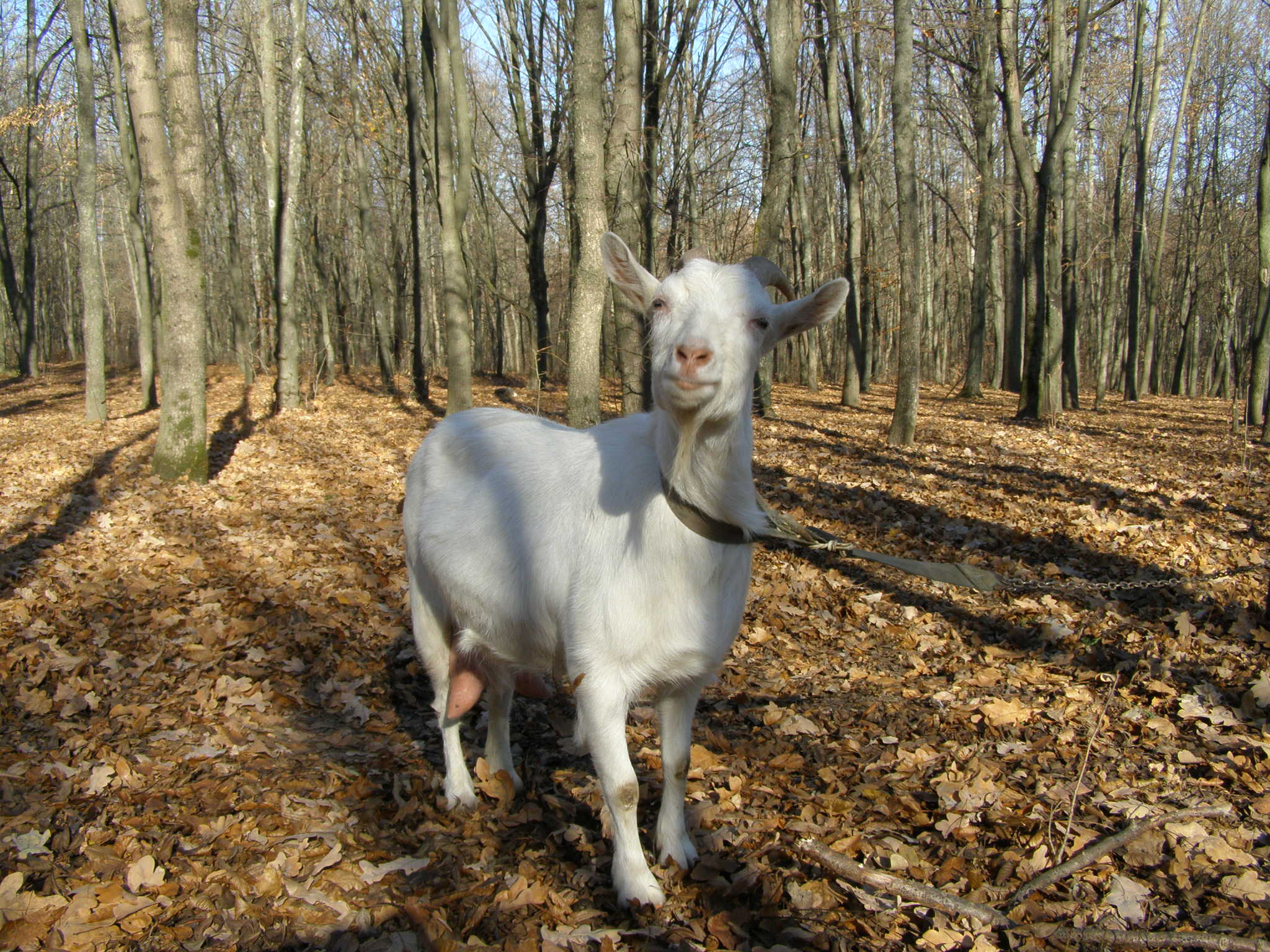
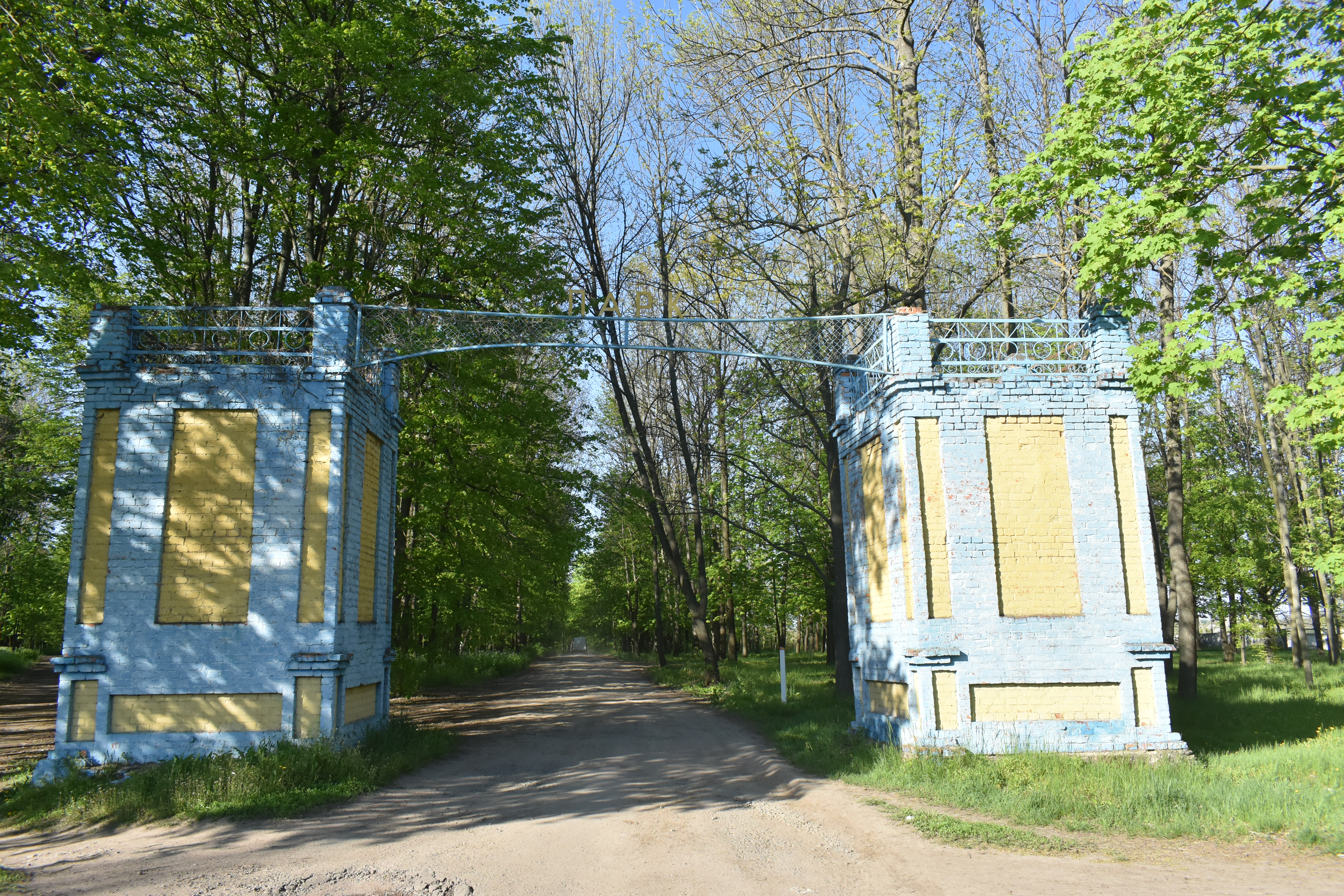
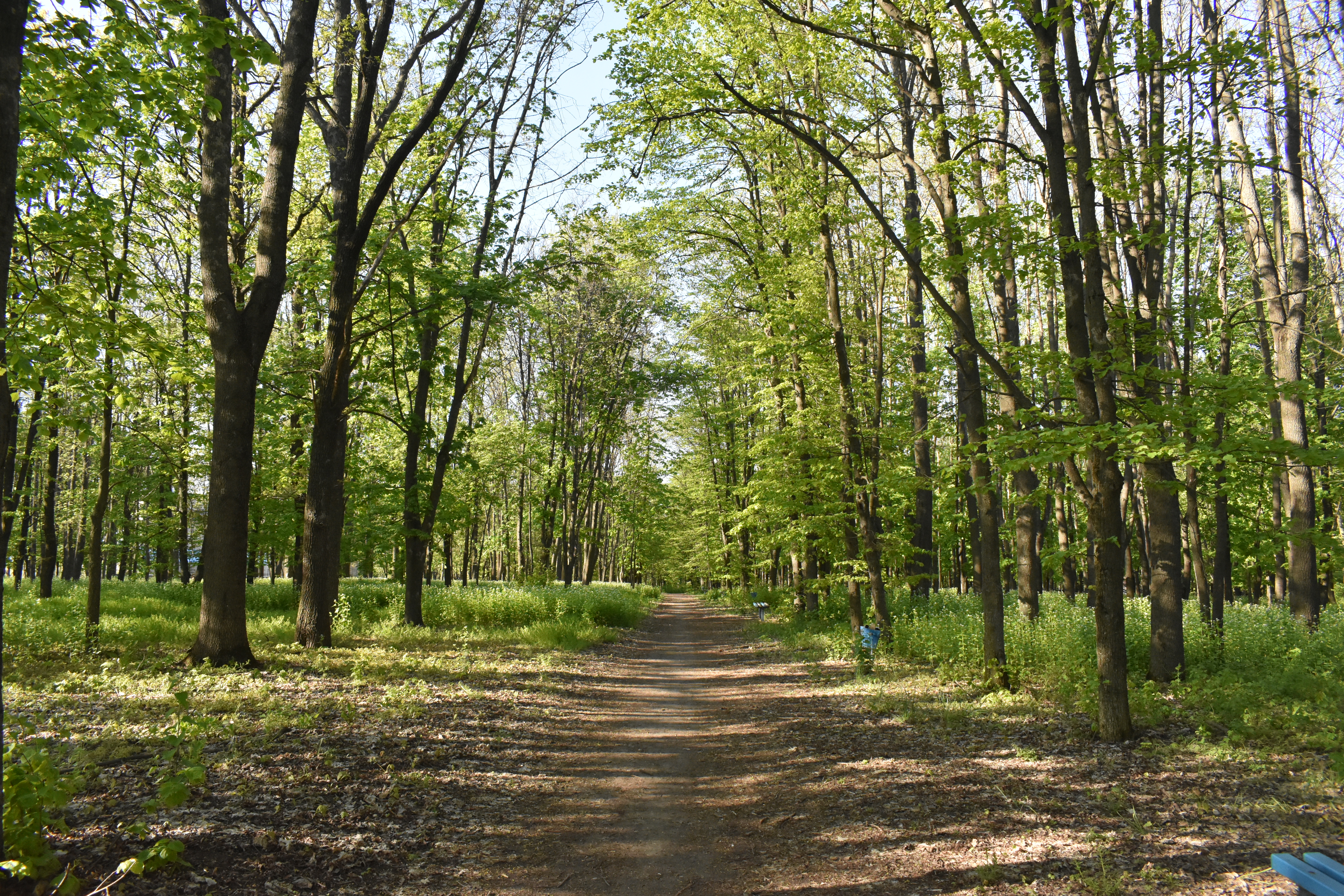